# Lalongue
Lalongue é uma comuna francesa na região administrativa da Nova Aquitânia, no departamento dos Pirenéus Atlânticos. Estende-se por uma área de 7,77 km². Em 2010 a comuna tinha 213 habitantes (densidade: 27,4 hab./km²).